# Рокфор, Жан Батист Бонавантюр
Жан Батист Бонавантюр де Рокфор (фр. Jean Baptiste Bonaventure de Roquefort-Flamericourt; 15 октября 1777, Монс, Бельгия — 17 июня 1834, Гваделупа) — французский писатель, историк и филолог.

## Труды
Главные его труды:
- «Glossaire de la langue romane» (1808; дополнение, 1820),
- «Essai sur la poésie française au XII—XIII siècles» (1814),
- «Dictionnaire des monuments de Paris» (1826),
- «Dictionnaire de la langue française» (1829),
- «Essai historique sur l'éloquence de la chaire» (1823),
- «Chronique indiscrète du XIX siècle» (1825).